# Соларес, Энрике
Энри́ке Сола́рес (исп. Enrique Solares; 1911 — 1995) — гватемальский композитор.

## Биография
Начинал обучение музыки на родине у Хосе Кастаньеды Мединильи, продолжив совершенствование сначала в США у Эрнста Бэкона, потом в Праге (1936—1942), а затем в Риме у Альфредо Казеллы (1941—1942). В 1948—1982 годах был на дипломатической службе. Автор оркестровых миниатюр и камерно-инструментальных произведений.

## Сочинения
- Suite Miniatura
- Partita для скрипки с оркестром (1947)
- Te Deum для хора с органом (1943)
- Ofrenda a Fernando Sor для гитары
- Riceracre sobre el nombre B-A-C-H для альта и фортепиано (1941)
- Cuarteto breve для струнного квартета (1957)
- Sonata для скрипки (1959)
- Cuarteto para cuerdas y voz de bajo (1960, на стихи Мигеля Анхеля Астуриаса)
- Suite (1954)
- Cuatro ofrendas (1955)
- Cuatro disparates (1955)
- Cinco ricercare (1957)
- Preludio en Re
- Estudio en forma de marcha
- Valses cómicos y sentimentales